# Канарбуга (селище)
Канарбуга (рос. Канарбуга) — селище у Тогучинському районі Новосибірської області Російської Федерації.
Входить до складу муніципального утворення Кудрінська сільрада. Населення становить 4 особи (2010).

## Історія
Згідно із законом від 2 червня 2004 року органом місцевого самоврядування є Кудрінська сільрада.

## Населення
| 2002 | 2007 | 2010 |
| ---- | ---- | ---- |
| 6    | ↘5   | ↘4   |